# Hydroptila aurora
Hydroptila aurora är en nattsländeart som beskrevs av Malicky 1997. Hydroptila aurora ingår i släktet Hydroptila och familjen smånattsländor. Inga underarter finns listade i Catalogue of Life.